# SCMH1
SCMH1‏ (Scm polycomb group protein homolog 1) هوَ بروتين يُشَفر بواسطة جين SCMH1 في الإنسان.